# Шульц, Крис
Кристофер Шульц (англ. Christopher Schultz; 16 февраля 1960, Берлингтон, Онтарио — 4 марта 2021, там же) — профессиональный канадский футболист. Выступал на позиции тэкла нападения. Выступал в НФЛ в составе клуба «Даллас Каубойс» и в КФЛ в составе «Торонто Аргонавтс». Обладатель Кубка Грея 1991 года, двукратный участник Матча всех звёзд КФЛ. На студенческом уровне играл за команду университета Аризоны. После окончания спортивной карьеры работал радио- и телекомментатором.

## Биография
Кристофер Шульц родился 16 февраля 1960 года в Берлингтоне. Он окончил старшую школу Олдершот, затем поступил в Аризонский университет. В составе студенческой команды он играл линейным защиты, в выпускной год сменил амплуа. В 1982 году был задрафтован клубом Канадской лиги «Торонто Аргонавтс» под общим седьмым номером. В 1983 году на драфте НФЛ был выбран «Далласом» под общим 189 номером.
Профессиональную карьеру начал в составе «Каубойс» под руководством тренера Тома Лэндри. В команде Шульц отыграл три сезона, сыграв 21 матч в регулярных чемпионатах НФЛ. В 1986 году он вернулся в Канаду. В Аргонавтс он провёл оставшуюся часть своей карьеры — до 1994 года. Дважды его включали в число участников Матча всех звёзд лиги, три раза он входил в команду звёзд Восточной конференции. В 1991 году вместе с командой Шульц выиграл Кубок Грея.
После окончания спортивной карьеры Шульц начал работать радиокомментатором, а затем занял должность аналитика на канале TSN. В течение двадцати лет он был одним из основных комментаторов на матчах КФЛ и НФЛ. Последние два года журналистской карьеры провёл, комментируя игры «Аргонавтс» на радио.
В 2007 году Шульц вошёл в команду звёзд Аргонавтс за время существования клуба. Позднее его избрали в Залы спортивной славы Берлингтона и провинции Онтарио.
Крис Шульц скончался 4 марта 2021 года в результате сердечного приступа.